# Lasiacantha
Lasiacantha is een geslacht van wantsen uit de familie netwantsen (Tingidae). Het geslacht werd voor het eerst wetenschappelijk beschreven door Carl Stål in 1873 .

## Soorten
Het genus bevat de volgende soorten:

- Lasiacantha absimilis Drake, 1951
- Lasiacantha adamah Symonds & Cassis, 2013
- Lasiacantha aemula (Drake, 1947)
- Lasiacantha altimitrata (Takeya, 1933)
- Lasiacantha aureolus Cassis and Symonds, 2011
- Lasiacantha barbarae Gullner-Scheiding, 2005
- Lasiacantha beithovedensis Linnavuori, 1961
- Lasiacantha bipunctata Linnavuori, 1977
- Lasiacantha caneriverensis Symonds & Cassis, 2013
- Lasiacantha capucina (Germar, 1836)
- Lasiacantha comans Drake, 1953
- Lasiacantha comantis Drake, 1953
- Lasiacantha compta (Drake, 1942)
- Lasiacantha crassicornis Horváth, 1929
- Lasiacantha cuneata (Distant, 1909)
- Lasiacantha darwini Cassis & Symonds, 2011
- Lasiacantha discordis Drake, 1955
- Lasiacantha discors Drake, 1955
- Lasiacantha dysmikos Cassis & Symonds, 2011
- Lasiacantha ephemera Cassis & Symonds, 2011
- Lasiacantha eremophila Cassis & Symonds, 2011
- Lasiacantha exigua Rodrigues, 1987
- Lasiacantha flavicornis Linnavuori, 1977
- Lasiacantha gambiana Drake, 1954
- Lasiacantha gingera Cassis & Symonds, 2011
- Lasiacantha gracilis (Herrich-Schaeffer, 1830)
- Lasiacantha graminicola Cassis and Symonds, 2011
- Lasiacantha gressitti Guilbert, 2007
- Lasiacantha haplophylii Golub, 1977
- Lasiacantha hedenborgii (Stål, 1873)
- Lasiacantha hermani Vasarhelyi, 1977
- Lasiacantha histricula (Puton, 1878)
- Lasiacantha horvathi Drake, 1951
- Lasiacantha inaquosa Cassis & Symonds, 2011
- Lasiacantha insularis Schouteden, 1957
- Lasiacantha jacobsi Rodrigues, 1990
- Lasiacantha justiciaii Livingstone & Jeyanthibai, 2006
- Lasiacantha kamanyabensis Rodrigues, 1987
- Lasiacantha kaszabi Hoberlandt, 1977
- Lasiacantha kin Schouteden, 1955
- Lasiacantha kosciuszko Cassis and Symonds, 2011
- Lasiacantha lata Gullner-Scheiding, 2005
- Lasiacantha leai (Hacker, 1928)
- Lasiacantha limata Stusak, 1978
- Lasiacantha linnavuorii Rodrigues, 1981
- Lasiacantha luritja Cassis and Symonds, 2011
- Lasiacantha mediterranea Stusak, 1971
- Lasiacantha meedo Symonds and Cassis, 2013
- Lasiacantha merita Drake, 1958
- Lasiacantha mongolica Nonnaizab, 1985
- Lasiacantha ningaloo Symonds and Cassis, 2013
- Lasiacantha nipha Cassis and Symonds, 2011
- Lasiacantha odontostoma (Stål, 1873)
- Lasiacantha pennyi Gullner-Scheiding, 2005
- Lasiacantha peristrophii Livingstone and Jeyanthibai, 2006
- Lasiacantha pilbara Cassis and Symonds, 2011
- Lasiacantha quilpie Cassis and Symonds, 2011
- Lasiacantha ruellii Livingstone and Jeyanthibai, 2006
- Lasiacantha serraseta Cassis and Symonds, 2011
- Lasiacantha sideris Drake, 1951
- Lasiacantha spinosa Symonds and Cassis, 2013
- Lasiacantha turneri Drake, 1953
- Lasiacantha vittata Cassis and Symonds, 2011
- Lasiacantha windorah Cassis and Symonds, 2011
- Lasiacantha yebo Schouteden, 1955
- Lasiacantha zimbabwensis Rodrigues, 1981